# Карих, Анатолий Васильевич
Анатолий Васильевич Карих (3 ноября 1919, Сторожевая слобода, Рязанская губерния РСФСР — 7 декабря 1979, Москва, СССР) — советский военачальник,  Заслуженный военный лётчик СССР (1965), генерал-майор авиации (1966).

## Биография
Родился 3 ноября 1919 года в Сторожевой слободе, ныне в черте города Данков, Липецкая область, Россия.
С 1920 года жил в Москве. В 1934 году окончил 7 классов школы, в 1936 году — ФЗУ при ЦАГИ. С 1936 года работал слесарем-сборщиком на заводе, одновременно окончил планерную школу и Кировский аэроклуб города Москвы, а в 1938 году — школу лётчиков-инструкторов при нём.
В РККА с декабря 1938 года, курсант Борисоглебской военной авиационной школы лётчиков, в ноябре 1939 года окончил названную школу. Служил в ВВС лётчиком 42-го истребительного авиаполка (иап), летал на И-15бис и И-153. В июне-ноябре 1941 года — командир звена 2-й отдельной перегоночной авиационной эскадрильи (аэ) ВВС, перегнал на фронт с авиазавода № 1 в Москве 119 истребителей МиГ-3. С ноября 1941 года служил заместителем командира аэ 722-го иап.
С февраля 1942 года принимает участие в Великой Отечественной войне: — заместитель командира и командир аэ, заместитель командира 722-го иап ПВО. Воевал в составе Горьковского района ПВО и Северного фронта ПВО. Совершил 29 боевых вылетов на истребителях МиГ-3 и ЛаГГ-3 для прикрытия объектов Горького и несколько боевых вылетов на истребителе Ла-5 для прикрытия тылов 2-го и 3-го Белорусских фронтов. Член ВКП(б) с 1943 года.
В ноябре 1944 года поступил, а в феврале 1945 года окончил Курсы усовершенствования офицерского состава истребительной авиации ПВО. Продолжал службу заместителем командира 722-го иап ПВО, летал на Ла-5. С 1946 года — заместитель командира 126-го иап ПВО, летал на Ла-7. С 1948 года — лётчик-инспектор по технике пилотирования отдела боевой подготовки и старший лётчик-инспектор 32-го (с февраля 1949 года — 78-го) истребительного авиакорпуса ПВО. С февраля 1951 года — командир 28-го иап ПВО, летал на МиГ-15 и МиГ-19. В 1954 году окончил 1-е Центральные лётно-тактические курсы усовершенствования офицерского состава ВВС. Служил в Управлении боевой подготовки истребительной авиации ПВО страны, летал на МиГ-17ПФ, МиГ-19ПМ и Як-25М. Продолжал службу в Управлении боевой подготовки истребительной авиации ПВО страны: заместителем начальника отдела тактики воздушного боя и подготовки лётчиков-перехватчиков (1958—1960), председателем классификационной комиссии (1960—1961) и старшим лётчиком-инспектором по тактике воздушного боя (1961—1962). Летал на Су-9 и Су-11. С 1962 года — начальник отдела боевой подготовки и боевого применения авиации Московского округа ПВО, с 1963 года — заместитель командующего авиацией Московского округа ПВО. В августе 1965 года полковнику Кариху одному из первых в стране, было присвоено почётное звание «Заслуженный военный лётчик СССР». С июля 1970 года — начальник отдела кадров авиации и авиационных военно-учебных заведений Управления кадров Войск ПВО страны, с июня 1973 года — заместитель начальника Управления кадров Войск ПВО страны. С сентября 1979 года генерал-майор авиации А. В. Карих в запасе.
Жил в Москве. Умер 7 декабря 1979 года, похоронен на Кунцевском кладбище в Москве.

## Награды
- два ордена Красного Знамени (14.08.1957, 22.02.1968)
- орден Трудового Красного Знамени (21.02.1974)
- четыре ордена Красной Звезды (27.10.1943, 05.11.1954[3], 14.05.1956, 23.02.1960)
- медали, в том числе:
  - «За боевые заслуги» (20.06.1949)[3]
  - «За победу над Германией в Великой Отечественной войне 1941—1945 гг.»
  - «Ветеран Вооружённых Сил СССР»
  - «За безупречную службу» 1-й степени

Почётные звания
- Заслуженный военный лётчик СССР  (19.08.1965)[4]